# Wydział Grafiki Akademii Sztuk Pięknych im. Jana Matejki w Krakowie
Wydział Grafiki Akademii Sztuk Pięknych im. Jana Matejki w Krakowie – jeden z siedmiu wydziałów Akademii Sztuk Pięknych im. Jana Matejki w Krakowie. Jego siedziba znajduje się przy ul. Władysława Syrokomli 21 w Krakowie, Katedra Grafiki Projektowej znajduje się w budynku przy ul. Karmelickiej 16, z wyjątkiem Pracowni Projektowania Książki – bud. ASP przy ul. Smoleńsk 9 w Krakowie.

## Struktura
- Katedra Filmu Animowanego, Fotografii i Mediów Cyfrowych
  - Pracownia Fotografii I
  - Pracownia Fotografii II
  - Pracownia Fotografii III
  - Pracownia Obrazowania Cyfrowego
  - Pracownia Filmu Animowanego
- Katedra Rysunku i Malarstwa
  - Pracownia Malarstwa I
  - Pracownia Malarstwa II
  - Pracownia Rysunku I
  - Pracownia Rysunku II
  - Pracownia Rysunku III
  - Pracownia Malarstwa dla I roku
  - Pracownia Rysunku dla I roku
- Katedra Grafiki Warsztatowej
  - Pracownia Drzeworytu:
  - Pracownia Litografii
  - Pracownia Miedziorytu
  - Pracownia Serigrafii
  - Pracownia Wklęsłodruku
- Katedra Grafiki Projektowej
  - Pracownia Komunikacji Wizualnej
  - Pracownia Projektowania Książki
  - Pracownia Liternictwa i Typografii
  - Pracownia Projektowania Plakatu
  - Podstawy Projektowania Graficznego
  - Podstawy Technik Cyfrowych

## Kierunki studiów
- grafika[1]

## Władze
- Dziekan: dr hab. Aleksandra Toborowicz, prof. ASP
- Prodziekani: dr hab. Mateusz Otręba, prof. ASP; dr Marlena Biczak, dr Tomasz Winiarski